# سیارک ۱۱۷۷۰
سیارک ۱۱۷۷۰ (به انگلیسی: 11770 Rudominkowski، نامگذاری:3163T-2) یازده هزار و هفتصد و هفتاد و یکمین سیارک کشف شده‌است که در ۳۰ سپتامبر ۱۹۷۳ کشف شد.
قدر مطلق سیارک برابر ۲۳٫۴ است.